# Millonfosse
Millonfosse est une commune française située dans le département du Nord, en région Hauts-de-France.

## Géographie

### Communes limitrophes
|                        | Rosult      |                      |
| Bousignies             | Millonfosse | Saint-Amand-les-Eaux |
| Tilloy-lez-Marchiennes | Hasnon      |                      |

### Hydrographie

#### Réseau hydrographique
La commune est située dans le bassin Artois-Picardie. Elle est drainée par la Scarpe canalisée, le canal du Décours, le Courant de Tilloy, l'Aulnaies, le canal Broutin, le Courant du Mortier et divers autres petits cours d'eau,.
La Scarpe canalisée et une section canalisée de la Scarpe, d'une longueur de 67 km, prend sa source dans la commune de Arras et se jette  dans l'Escaut canalisée à Mortagne-du-Nord, après avoir traversé 34 communes. 

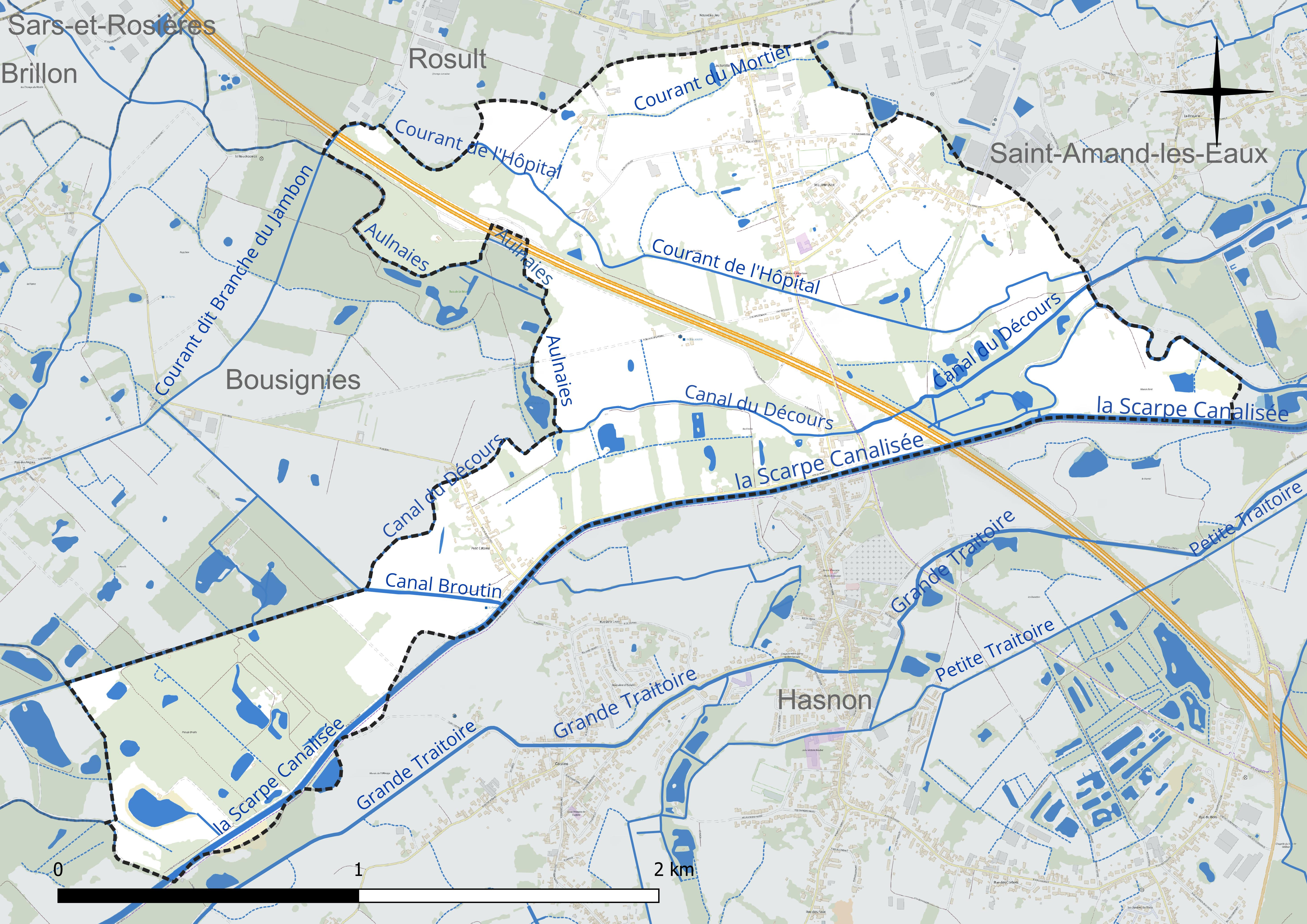
Réseau hydrographique de Millonfosse.

Le Courant de l'Hôpital, d'une longueur de 29 km, prend sa source dans la commune de Auchy-lez-Orchies et se jette  dans la Scarpe canalisée à Thun-Saint-Amand, après avoir traversé 13 communes. 
Le canal du Décours, d'une longueur de 16 km, prend sa source dans la commune de Flines-lez-Raches et se jette  dans la Scarpe canalisée à Saint-Amand-les-Eaux, après avoir traversé sept communes. 

#### Gestion et qualité des eaux
Le territoire communal est couvert par le schéma d'aménagement et de gestion des eaux (SAGE) « Scarpe aval ». Ce document de planification concerne un territoire de 624 km2 de superficie, délimité par le bassin versant de la Scarpe aval, comprenant la Pévèle, la plaine de la Scarpe et le bassin minier avec l'Ostrevent. Le périmètre a été arrêté le 18 mars 1997 et le SAGE proprement dit a été approuvé le 12 mars 2009, puis révisé le 5 juillet 2021. La structure porteuse de l'élaboration et de la mise en œuvre est le parc naturel régional Scarpe-Escaut. 
La qualité des cours d'eau peut être consultée sur un site dédié géré par les agences de l'eau et l'Agence française pour la biodiversité. 

### Climat
Pour des articles plus généraux, voir Climat des Hauts-de-France et Climat du Nord.
En 2010, le climat de la commune est de type climat océanique dégradé des plaines du Centre et du Nord, selon une étude du CNRS s'appuyant sur une série de données couvrant la période 1971-2000. En 2020, Météo-France publie une typologie des climats de la France métropolitaine dans laquelle la commune est dans une zone de transition entre le climat océanique et le climat océanique altéré et est dans la région climatique  Nord-est du bassin Parisien, caractérisée par un ensoleillement médiocre, une pluviométrie moyenne régulièrement répartie au cours de l'année et un hiver froid (3 °C). 
Pour la période 1971-2000, la température annuelle moyenne est de 10,6 °C, avec une amplitude thermique annuelle de 14,7 °C. Le cumul annuel moyen de précipitations est de 700 mm, avec 12 jours de précipitations en janvier et 9,5 jours en juillet. Pour la période 1991-2020, la température moyenne annuelle observée sur la station météorologique la plus proche, située sur la commune de Valenciennes à 13 km à vol d'oiseau, est de 11,0 °C et le cumul annuel moyen de précipitations est de 694,1 mm,. Pour l'avenir, les paramètres climatiques de la commune estimés pour 2050 selon différents scénarios d'émission de gaz à effet de serre sont consultables sur un site dédié publié par Météo-France en novembre 2022.

## Urbanisme

### Typologie
Au 1er janvier 2024, Millonfosse est catégorisée ceinture urbaine, selon la nouvelle grille communale de densité à sept niveaux définie par l'Insee en 2022.
Elle appartient à l'unité urbaine de Saint-Amand-les-Eaux, une agglomération intra-départementale regroupant 15  communes, dont elle est une commune de la banlieue,,. Par ailleurs la commune fait partie de l'aire d'attraction de Valenciennes (partie française), dont elle est une commune de la couronne,. Cette aire, qui regroupe 102 communes, est catégorisée dans les aires de 200 000 à moins de 700 000 habitants,.

### Occupation des sols
L'occupation des sols de la commune, telle qu'elle ressort de la base de données européenne d'occupation biophysique des sols Corine Land Cover (CLC), est marquée par l'importance des territoires agricoles (68,1 % en 2018), en diminution par rapport à 1990 (75,5 %). La répartition détaillée en 2018 est la suivante : 
zones agricoles hétérogènes (24,5 %), prairies (22,9 %), terres arables (20,7 %), zones urbanisées (15,7 %), forêts (15,2 %), zones industrielles ou commerciales et réseaux de communication (1 %). L'évolution de l'occupation des sols de la commune et de ses infrastructures peut être observée sur les différentes représentations cartographiques du territoire : la carte de Cassini (XVIIIe siècle), la carte d'état-major (1820-1866) et les cartes ou photos aériennes de l'IGN pour la période actuelle (1950 à aujourd'hui).

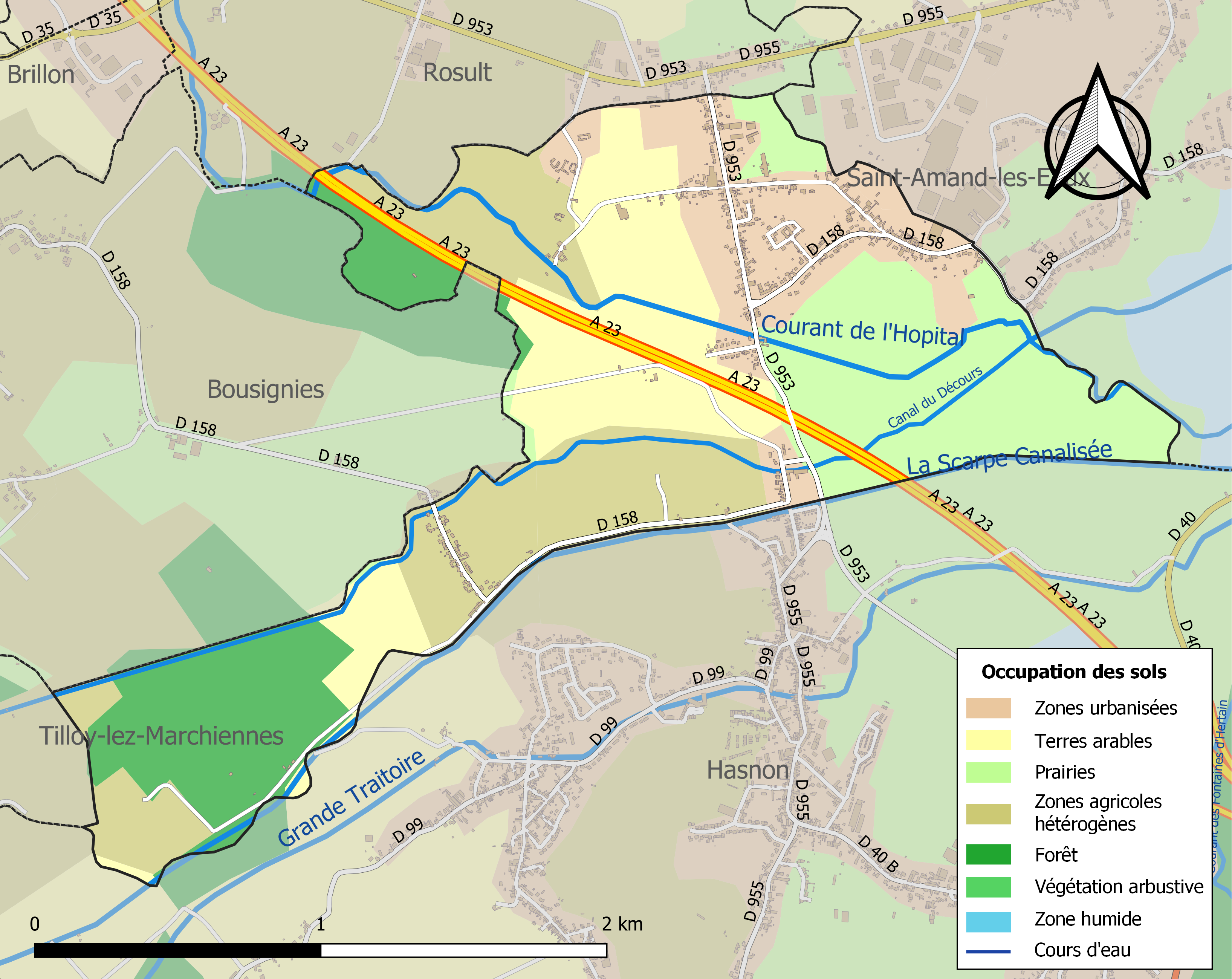
Carte des infrastructures et de l'occupation des sols de la commune en 2018 (CLC).

### Voies de communications et transports
La commune est desservie par la ligne 107 du réseau Transvilles.

## Histoire
Le nom Millonfosse, viendrait, selon la légende locale, du moine Millon.[réf. nécessaire]

## Héraldique
|  | D'argent à une ombre des socs d'une charrue double posée en pal, accompagné à dextre d'un roseau de sinople et à senestre de deux épis d'or l'un en pal l'autre en barre brochant sur le premier; au chef parti 1) de sinople à une fleur de lis d'argent, 2) taillé d'azur et de gueules à une cotice en barre d'or brochante et sur laquelle broche une clé de sable. |

## Politique et administration

### Liste des maires successifs
Maire de 1802 à 1807 : Midavaine,.
| Identité                                              | Période      | Période                        | Durée                     | Étiquette |
| Identité                                              | Début        | Fin                            | Durée                     | Étiquette |
| ----------------------------------------------------- | ------------ | ------------------------------ | ------------------------- | --------- |
| Daniel Grard (d) (30 novembre 1926 - 6 décembre 2002) |              | 2003 (mort en cours de mandat) |                           |           |
| Claudine Glorieux (d),                                | 2003         | mars 2014                      | 11 ans                    |           |
| Michel Lefebvre (d), (né le 1er août 1951)            | 31 mars 2014 | mai 2020                       | 6 ans et 2 mois           |           |
| Gérald Thuru (d) (né le 1er février 1953)             | 25 mai 2020  | En cours                       | 5 ans, 2 mois et 13 jours |           |

### Instances judiciaires et administratives
La commune relève du tribunal d'instance de Valenciennes, du tribunal de grande instance de Valenciennes, de la cour d'appel de Douai, du tribunal pour enfants de Valenciennes, du conseil de prud'hommes de Valenciennes, du tribunal de commerce de Valenciennes, du tribunal administratif de Lille et de la cour administrative d'appel de Douai.

## Population et société

### Démographie

#### Évolution démographique
L'évolution du nombre d'habitants est connue à travers les recensements de la population effectués dans la commune depuis 1800. Pour les communes de moins de 10 000 habitants, une enquête de recensement portant sur toute la population est réalisée tous les cinq ans, les populations de référence des années intermédiaires étant quant à elles estimées par interpolation ou extrapolation. Pour la commune, le premier recensement exhaustif entrant dans le cadre du nouveau dispositif a été réalisé en 2006.

En 2022, la commune comptait 708 habitants, en stagnation par rapport à 2016 (Nord : +0,51 %, France hors Mayotte : +2,11 %).
| 1800 | 1806 | 1821 | 1831 | 1836 | 1841 | 1846 | 1851 | 1856 |
| ---- | ---- | ---- | ---- | ---- | ---- | ---- | ---- | ---- |
| 379  | 462  | 437  | 516  | 540  | 569  | 551  | 603  | 605  |

| 1861 | 1866 | 1872 | 1876 | 1881 | 1886 | 1891 | 1896 | 1901 |
| ---- | ---- | ---- | ---- | ---- | ---- | ---- | ---- | ---- |
| 599  | 587  | 557  | 531  | 517  | 514  | 506  | 522  | 548  |

| 1906 | 1911 | 1921 | 1926 | 1931 | 1936 | 1946 | 1954 | 1962 |
| ---- | ---- | ---- | ---- | ---- | ---- | ---- | ---- | ---- |
| 564  | 550  | 457  | 511  | 529  | 505  | 469  | 511  | 536  |

| 1968 | 1975 | 1982 | 1990 | 1999 | 2006 | 2011 | 2016 | 2021 |
| ---- | ---- | ---- | ---- | ---- | ---- | ---- | ---- | ---- |
| 507  | 524  | 547  | 640  | 607  | 669  | 657  | 708  | 711  |

| 2022 | - | - | - | - | - | - | - | - |
| ---- | - | - | - | - | - | - | - | - |
| 708  | - | - | - | - | - | - | - | - |

#### Pyramide des âges
La population de la commune est relativement jeune.
En 2018, le taux de personnes d'un âge inférieur à 30 ans s'élève à 34,0 %, soit en dessous de la moyenne départementale (39,5 %). À l'inverse, le taux de personnes d'âge supérieur à 60 ans est de 24,1 % la même année, alors qu'il est de 22,5 % au niveau départemental.
En 2018, la commune comptait 346 hommes pour 370 femmes, soit un taux de 51,68 % de femmes, légèrement inférieur au taux départemental (51,77 %).
Les pyramides des âges de la commune et du département s'établissent comme suit.
| Hommes | Classe d’âge | Femmes |
| ------ | ------------ | ------ |
| 0,3    | 90 ou +      | 0,8    |
| 5,4    | 75-89 ans    | 7,0    |
| 17,1   | 60-74 ans    | 17,4   |
| 25,8   | 45-59 ans    | 23,9   |
| 16,0   | 30-44 ans    | 18,2   |
| 17,8   | 15-29 ans    | 16,0   |
| 17,6   | 0-14 ans     | 16,7   |

| Hommes | Classe d’âge | Femmes |
| ------ | ------------ | ------ |
| 0,5    | 90 ou +      | 1,4    |
| 5,3    | 75-89 ans    | 8,1    |
| 14,8   | 60-74 ans    | 16,2   |
| 19,1   | 45-59 ans    | 18,4   |
| 19,5   | 30-44 ans    | 18,7   |
| 20,7   | 15-29 ans    | 19,1   |
| 20,2   | 0-14 ans     | 18     |

## Lieux et monuments
- Ancienne « mairie-calvaire »[34], dont le clocheton restauré fut installé en février 2009[35].

Ce bâtiment (édifié en 1853 selon les plans de Louis Dutouquet, architecte de Hasnon), qui n'est plus désormais la mairie, même si c'est son rez-de-chaussée est encore utilisé comme salle de mariage, accueille les associations locales,,,,.

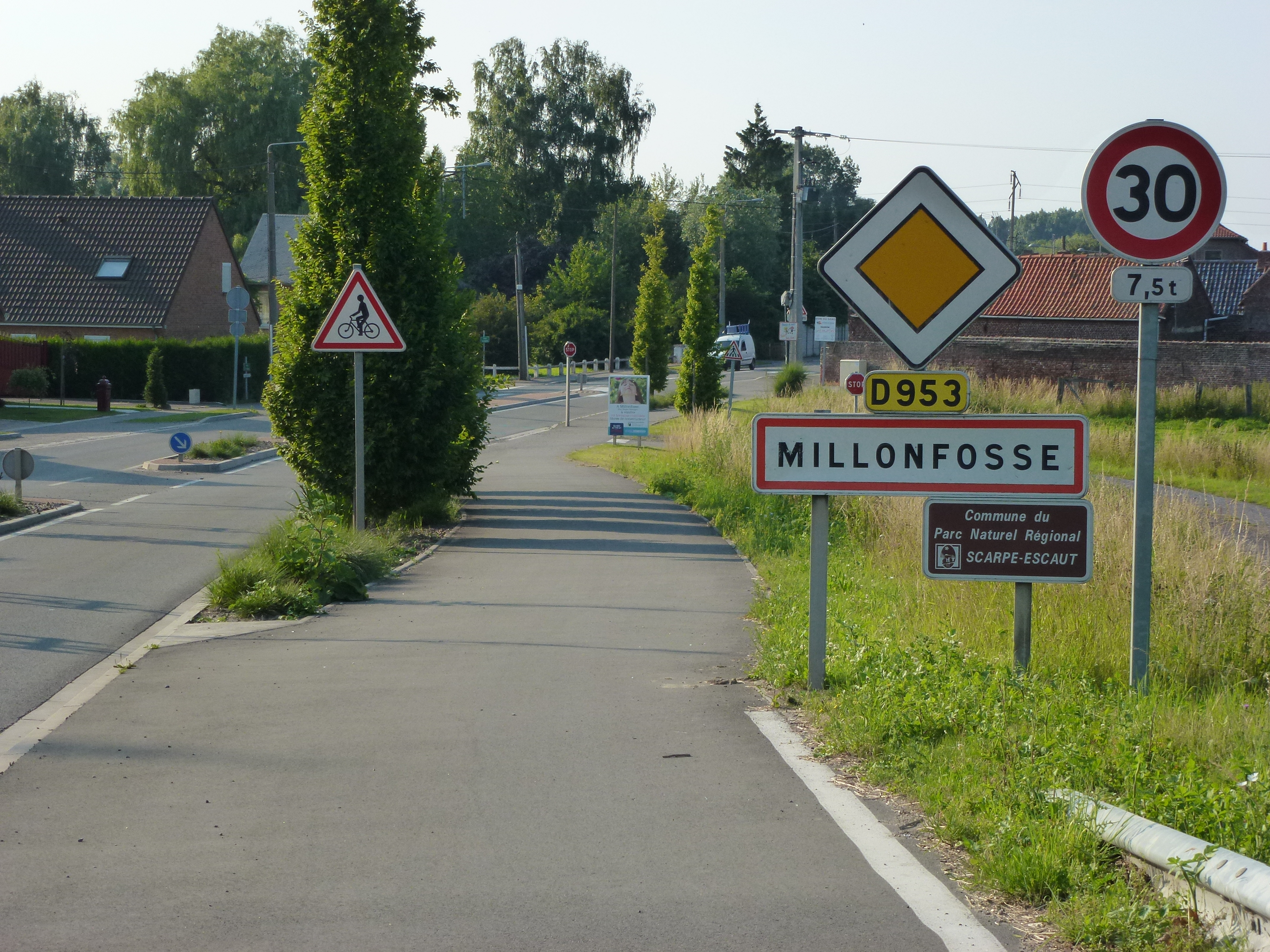
Entrée de Millonfosse
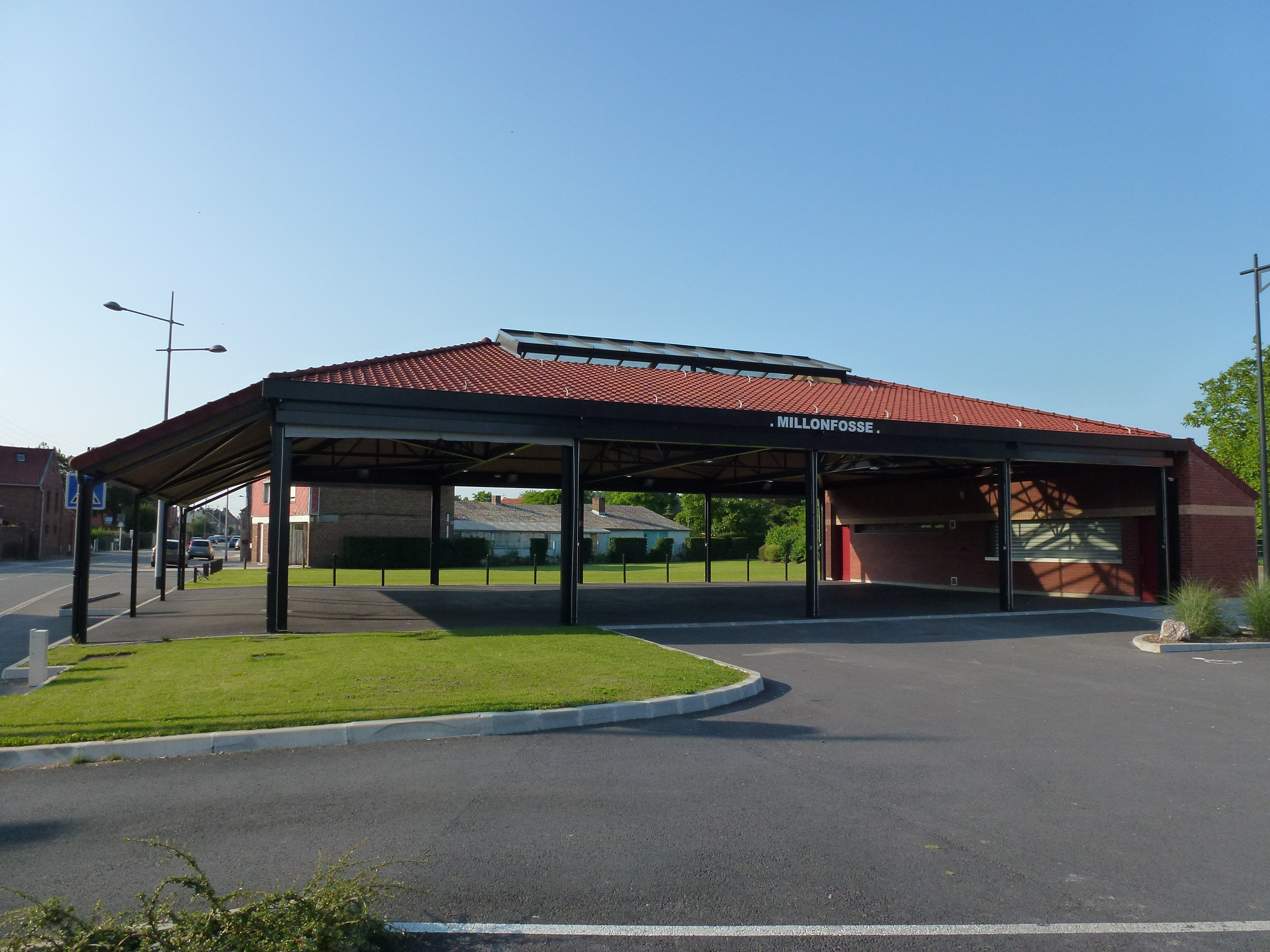
halle de Millonfosse

## Activités associatives, culturelles, festives et sportives
- Millon, géant local[41], participant chaque année au défilé de la ducasse le dernier week-end d'août.

## Pour approfondir